# Hengereskígyó-félék
A hengereskígyó-félék (Cylindrophiidae) a hüllők (Reptilia) osztályába, a  pikkelyes hüllők (Squamata) rendjébe és a kígyók (Serpentes) alrendjébe tartozó család.

1 nem és 8 faj tartozik a családba.

## Rendszerezés
A családba az alábbi nem és fajok tartoznak
- Cylindrophis (Wagler, 1828) – 8 faj
  - Aru-szigeteki hengereskígyó (Cylindrophis aruensis)
  - Cylindrophis boulengeri
  - Cylindrophis isolepis
  - csíkos hengereskígyó (Cylindrophis lineatus)
  - Cylindrophis maculatus
  - Cylindrophis melanotus
  - Cylindrophis opisthorhodus
  - vörösfarkú hengereskígyó (Cylindrophis rufus)